# Pobres Criaturas
Pobres Criaturas (em inglês:  Poor Things) é um longa-metragem irlandês coproduzido com profissionais do Reino Unido e dos Estados Unidos. Lançado em 2023, seus gêneros são fantasia científica e surrealista e é dirigido por Yorgos Lanthimos a partir de um roteiro de Tony McNamara, adaptado da obra homônima de 1992 escrita por Alasdair Gray. Estrelado por Emma Stone, Mark Ruffalo, Willem Dafoe, Ramy Youssef e Jerrod Carmichael, a narrativa segue Bella, uma jovem vitoriana que, ao ser ressuscitada por um cientista após o suicídio dela, foge com um advogado para embarcar em uma odisseia surrealista de autodescoberta e libertação.
A estreia do longa foi no 80.º Festival de Veneza em 1.º de setembro de 2023, onde ganhou o Leão de Ouro, e foi lançado nos Estados Unidos em 8 de dezembro de 2023 tendo sido programado para ser lançado na Irlanda e no Reino Unido em 12 de janeiro de 2024, pela Searchlight Pictures. O filme foi aclamado pela crítica, principalmente pela atuação de Stone, e foi eleito um dos 10 melhores filmes de 2023 pelo American Film Institute e pelo National Board of Review. No Globo de Ouro, o filme ganhou nas categorias Melhor Filme – Musical ou Comédia e Melhor Atriz – Filme Musical ou Comédia por Stone. Também foi indicado para 13 Critics’ Choice Awards, incluindo Melhor Filme. No Oscar 2024, o filme recebeu onze indicações, ganhando quatro.

## Enredo
A jovem Bella Baxter (Emma Stone) é trazida de volta à vida pelo cientista e guardião Dr. Godwin Baxter (Willem Dafoe). Inicialmente ingênua, Bella está ansiosa para aprender sobre o mundo ao seu redor, embora sob a proteção de Baxter. Querendo ver mais do mundo ela foge com Duncan Wedderburn (Mark Ruffalo), um advogado astuto e debochado, e viaja pelos continentes. Livre dos preconceitos de sua época, Bella exige igualdade e libertação.

## Elenco
- Emma Stone como Bella Baxter / Victoria Blessington
- Mark Ruffalo como Duncan Wedderburn
- Willem Dafoe como Dr. Godwin "God" Baxter
- Ramy Youssef como Max McCandles
- Christopher Abbott como Alfie Blessington
- Kathryn Hunter como Madame Swiney
- Jerrod Carmichael como Harry Astley
- Hanna Schygulla como Martha von Kurtzroc
- Margaret Qualley como Felicity
- Vicki Pepperdine como Mrs. Prim
- Suzy Bemba como Toinette
- Keeley Forsyth como Alison, a empregada
- John Locke como David, o mordomo
- Kate Handford como Kitty
- Owen Good como Gerald
- Damien Bonnard como pai
- Tom Stourton como administrador
- Wayne Brett como sacerdote
- Carminho como cantora de fado
- Jerskin Fendrix como músico de restaurante em Lisboa

## Produção

### Desenvolvimento
Lanthimos leu Poor Things anos antes de desenvolver o filme e se encontrou com o autor, Alasdair Gray, na Escócia para adquirir os direitos. "Ele era um homem muito adorável", Yorgos compartilhou, "Infelizmente, ele faleceu apenas alguns anos antes de realmente fazermos o filme, mas ele era muito especial e enérgico; ele tinha 80 e poucos anos [quando nos conhecemos] e, como assim que cheguei lá, ele tinha visto Kynodontas e disse: 'Mandei meu amigo colocar o DVD, porque não sei como operar essas coisas, mas acho que você é muito talentoso, jovem.'” Ele ainda compartilhou que Gray o levou em um tour pessoal por Glasgow, onde Gray mostrou a Lanthimos vários lugares que ele havia incorporado à história.
Durante as filmagens de A Favorita (2018), Lanthimos revisitou o projeto, que discutiu com Emma Stone, que também estrelou o filme. Lanthimos começou a desenvolver Poor Things mais ativamente após o sucesso de seu último filme: “Após o relativo sucesso de The Favorite, onde eu realmente fiz um filme um pouco mais caro que foi bem-sucedido, as pessoas estavam mais inclinadas a me permitir fazer o que quer que eu quisesse. queria, então voltei ao livro de Gray e disse: 'É isso que eu quero fazer'. Foi um longo processo, mas o livro estava sempre em minha mente.” Durante o desenvolvimento do filme, Lanthimos e colaborou entre si no curta-metragem Bleat (2022).

### Pré-produção
Poor Things foi anunciado oficialmente em fevereiro de 2021. Lanthimos sentiu que trabalhar novamente com Emma Stone deu-lhe uma vantagem para a produção, pois eles desenvolveram uma confiança mútua. Stone também discutiu como o processo de fazer Poor Things foi diferente em comparação com The Favourite, por também atuar como produtora: “Foi muito interessante estar envolvido em como o filme estava sendo montado, desde o elenco até os chefes de departamento. No final das contas, era Yorgos quem tomava essas decisões, mas eu estava muito envolvido no processo, que começou durante a pandemia; estávamos entrando em contato com as pessoas, escalando e tudo mais durante esse tempo, porque não podíamos ir a lugar nenhum.

### Elenco
Willem Dafoe entrou em negociações para entrar no elenco em março de 2021. Em abril, Ramy Youssef também entrou em negociações. Ambos foram confirmados em maio, assim como Mark Ruffalo e Jerrod Carmichael. No mês de setembro, Christopher Abbott fora escalado. Em novembro, Margaret Qualley e  Suzy Bemba também entraram no projeto, com Kathryn Hunter revelando que também teve um papel no filme. Ao descrever sua caracterização de Bella, Emma Stone foi atraída pela ideia de retratar uma mulher renascida com uma mentalidade liberada, livre de pressões sociais: "É um conto de fadas e uma metáfora — claramente, isso não pode realmente acontecer - mas a ideia de que você poderia começar de novo como mulher, como este corpo que já está formado, e ver tudo pela primeira vez e tentar entender a natureza da sexualidade, ou poder, ou dinheiro ou escolha, a capacidade de fazer escolhas e viver de acordo com suas próprias regras e não da sociedade — eu pensei que era um mundo realmente fascinante para se entrar." Stone apreciou especialmente a falta de vergonha de Bella em relação às suas experiências:
Mesmo que Bella obviamente tenha passado por um trauma em sua vida, isso simplesmente não existe para ela agora. Ela era a personagem mais alegre do mundo de se interpretar, porque ela não tem vergonha de nada. Ela é nova, sabe? Eu nunca tive que construir um personagem antes que não tivesse coisas que aconteceram com eles ou foram colocados neles pela sociedade ao longo de suas vidas. Foi uma experiência extremamente libertadora interpretá-la.

Acerca das caracterizações masculinas, Lanthimos reconheceu que, embora cada personagem fosse diferente e tivesse suas próprias motivações individuais, cada um representava atitudes masculinas típicas do cenário vitoriano da história. Lanthimos afirmou: "Existem variações, eu acho, mas neste filme, há uma tendência geral de tentar controlar [Bella] - mesmo que seja feito de maneira cuidadosa ou sutil, da maneira que um pai pode, ou apenas sendo apaixonado do jeito que Ramy é. Sendo um bom homem no fundo, mas ainda tendo as características de um homem daquela época." Stone também afirmou que "quanto mais agência Bella consegue, mais ela aprende e cresce, mais isso deixa esses homens loucos. Quanto mais ela tem uma opinião e seus próprios desejos e necessidades e tudo isso, isso os deixa loucos; eles querem ela para ficar com esse tipo de coisa pura."

### Filmagens
As filmagens iniciaram em agosto de 2021 na Hungria, no Origo Studios em Budapeste e terminaram em dezembro. É o primeiro longa-metragem a ser parcialmente filmado em filme Ektachrome de 35 mm com reversão de cores da Kodak.

### Figurino
Lanthimos trabalhou em estreita colaboração com a figurinista Holly Waddington para refletir o crescimento e desenvolvimento de Bella por meio de suas roupas, desde as silhuetas mais bufantes de sua era infantil até o vestido com espartilho que ela usa no clímax do filme: "Holly [...] e eu percebemos cedo em que figurinos e o design de produção seriam uma parte muito importante não só para contar essa história, mas para criar um mundo. ao plástico para todos os tipos de coisas."
Stone elaborou ainda mais sobre o crescimento de Bella refletido por meio de seu figurino, detalhando como no início da história, Bella se vestia com trajes mais tradicionais da época e, após sua transformação, começa a se vestir com trajes mais bizarros. Stone disse "[...] Eu amei esse elemento de, como Bella colocaria as roupas junto com a maneira como sua mente funciona neste momento? No final, há esses vestidos de aparência militar que não se parecem com nada que você já viu Bella usar. ; as coisas são muito mais ajustadas e restritas, mas isso é porque ela chegou a um lugar onde ela cresceu e decidiu quem ela é e o que ela vai fazer. Ela não está assimilando, necessariamente, mas há apenas mais estrutura lá.

## Trilha sonora
O filme teve trilha sonora do músico pop Jerskin Fendrix em sua estreia como compositor em longa-metragem. O álbum da trilha sonora foi lançado pela Milan Records em conjunto com a data de lançamento do filme, 8 de dezembro de 2023. Dois singles – "Bella" e "Lisbon" – lançados previamente em 14 de novembro.

## Lançamento
Poor Things teve sua estreia mundial no 80.º Festival Internacional de Cinema de Veneza em 1 de setembro de 2023, e também foi exibido no Festival de Cinema de Telluride, no Festival de Cinema de Nova Iorque, no Festival de Cinema de Londres, no Festival Internacional de Cinema de Busan, e o Festival de Cinema de Sitges. O filme teve um lançamento limitado nos cinemas pela Searchlight Pictures nos Estados Unidos em 8 de dezembro de 2023, com um lançamento amplo programado para 22 de dezembro de 2023. Foi lançado no Reino Unido e Irlanda em 12 de janeiro de 2024. O lançamento no Brasil foi em 1 de fevereiro de 2024. Anteriormente, estava programado para ser lançado em 8 de setembro de 2023, mas fora adiada para a data de dezembro devido à greve de 2023 da SAG-AFTRA.

## Recepção

### Bilheteria
Em seu fim de semana de estreia limitado, o filme arrecadou US$ 644.000 em nove cinemas, uma média por local de 71 556 dólares (o terceiro melhor de 2023). Expandindo para 82 cinemas no fim de semana seguinte, o filme arrecadou 2,2 milhões de dólares, terminando em 10.º. Em seu terceiro fim de semana, o filme arrecadou 2,4 milhões de dólares em 800 cinemas, e um total de 3,4 milhões nos quatro dias de Natal.

### Recepção crítica

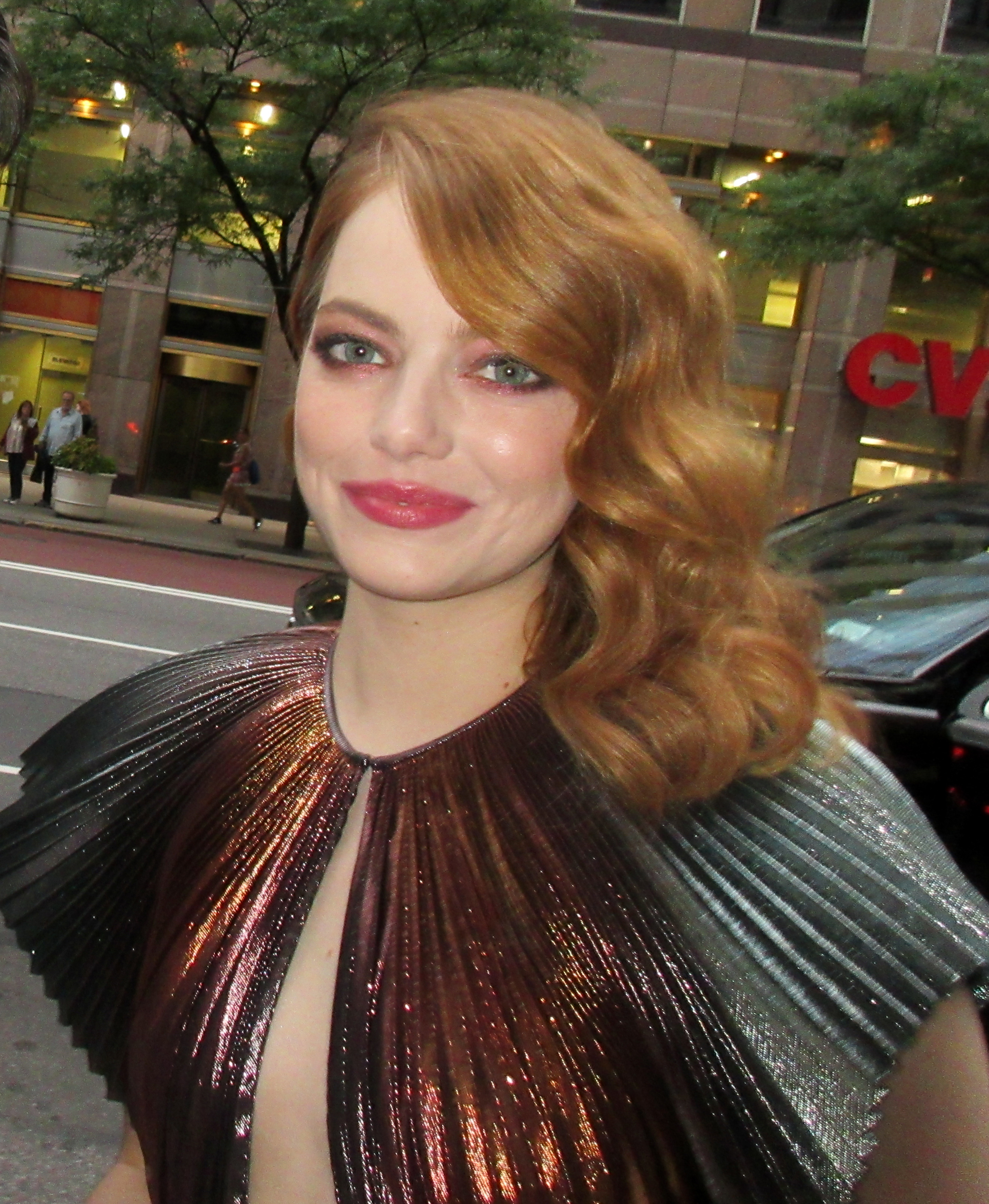
Emma Stone recebeu ampla aclamação da crítica por sua atuação.

No site agregador de resenhas Rotten Tomatoes, 93% das 300 resenhas dos críticos são positivas, com uma classificação média de 8,6/10. O consenso do site diz: "Extremamente imaginativo e estimulantemente exagerado, Poor Things é um tour de force bizarro e brilhante para o diretor Yorgos Lanthimos e a estrela Emma Stone." O Metacritic, que usa uma média ponderada, atribuiu ao filme uma pontuação de 87 em 100, com base em 59 críticos, indicando "aclamação universal". O público entrevistado pelo CinemaScore deu ao filme uma nota média de "A−" em uma escala de A+ a F, enquanto 68% dos entrevistados pela PostTrak chamaram o filme de "excelente", com 75% dizendo que definitivamente o recomendariam.
Stephanie Zacharek, da Time, escreveu que Poor Things é "o melhor filme de Lanthimos até agora, um filme estranho e lindo que estende a generosidade tanto aos personagens quanto ao público". Ela achou a performance de Stone "maravilhosa, vital, exploratória, quase lunar em sua estranheza perfeita". Peter Bradshaw, do The Guardian, chamou-o de "épico cômico virtuoso" e acrescentou que Stone deu uma "atuação hilária, além do próximo nível". David Rooney, do The Hollywood Reporter, chamou-o de "um conto de fadas incrivelmente agradável", acrescentando que Stone "se delicia com isso em uma performance destemida que traça um arco expansivo com o qual a maioria dos atores só poderia sonhar". Guy Lodge, da Variety, também acreditava que o filme "baseia-se em uma única atuação surpreendente de Stone".
Nicholas Barber, da BBC Culture, achou o filme "ultrajante e hilário", comparando-o ao trabalho de Wes Anderson e Terry Gilliam. A crítica também observou que o cenário realista do romance do século XIX foi alterado para um fantástico "país das maravilhas do steampunk", e que parte de seu humor satírico e a maioria de seus temas socialistas e feministas foram atenuados. Críticas de The Guardian, Variety e Entertainment Weekly também sublinham os elementos steampunk do cenário. Por outro lado, Manohla Dargis, principal crítica do The New York Times, não ficou tão impressionada. Ela sentiu que a história se tornou mais "monótona, monótona e monótona" com o tempo, escrevendo que o "design do filme é rico, suas ideias são tênues. ... Não demora muito para Poor Things que você começa a sentir como se estivesse sendo intimidado a admirar um filme que é tão profundamente autossatisfeito que realmente não há espaço para vocês dois". No entanto, ela também elogiou a atuação de Stone.
Ramin Setoodeh e Zack Sharf, da Variety, comentaram: "Mas nem todo mundo adorou Poor Things. Uma torrente de espectadores [de Veneza] correu para a saída durante algumas das cenas mais ousadas." Mick LaSalle, do San Francisco Chronicle, chamou o filme de "um erro de 141 minutos" e afirmou: "O pior de tudo, é desonesto. Pretende ser um documento feminista, mas define a autonomia da mulher como a capacidade de ser explorados e não se importam... Que versão de feminismo esses caras — Lanthimos e o roteirista Tony McNamara — estão tentando nos vender aqui?" O crítico de cinema Scott Mantz aplaudiu a postagem de LaSalle, considerando o filme "uma abordagem seriamente equivocada sobre o empoderamento feminino", embora tenha elogiado a ambição e os valores de produção do filme.
O filme foi sujeito a escrutínio na Escócia natal de Gray devido ao seu aparente desrespeito pelo material de origem e suas raízes escocesas, com o canal de documentários online Ossian apresentando um retrato das verdadeiras origens de Poor Things e seu cenário escocês original.

### Prêmios e indicações
Poor Things ganhou o Leão de Ouro no 80º Festival Internacional de Cinema de Veneza. No 81º Globo de Ouro, recebeu sete indicações e ganhou melhor filme de comédia e musical e melhor atriz em comédia ou musical por Stone. No 29º Critics' Choice Awards, recebeu treze indicações, vencendo como melhor atriz. Recebeu onze indicações no 77º British Academy Film Awards. O American Film Institute e o National Board of Review nomearam Poor Things como um dos 10 melhores filmes do ano. Foi selecionado em três categorias para o 96º Oscar e recebeu 11 indicações, incluindo melhor filme.